# Mitromorpha dormitor
Mitromorpha dormitor é uma espécie de gastrópode do gênero Mitromorpha, pertencente a família Mitromorphidae.